# Torsten Fahlman
Torsten Fahlman (9 de septiembre de 1884-2 de julio de 1967) fue un deportista sueco que compitió en tiro con arco, en la modalidad de arco recurvo. Ganó dos medallas en el Campeonato Mundial de Tiro con Arco al Aire Libre, oro en 1934 y bronce en 1937.

## Palmarés internacional
| Campeonato Mundial al Aire Libre | Campeonato Mundial al Aire Libre | Campeonato Mundial al Aire Libre | Campeonato Mundial al Aire Libre |
| Año                              | Lugar                            | Medalla                          | Prueba                           |
| -------------------------------- | -------------------------------- | -------------------------------- | -------------------------------- |
| 1934                             | Båstad (Suecia)                  | Medalla de oro                   | Equipo                           |
| 1937                             | París (Francia)                  | Medalla de bronce                | Equipo                           |